# 阿扎镇
阿扎镇是中国西藏自治区那曲地区嘉黎县下辖的一个镇。

## 行政区划
阿扎镇下辖以下地区：
团结新村社区、阿扎村、静莫村、巴达村、达孜村、门门改村、苏日达村、叶朵村、扯仓村、雀隆村和斯定咔村。